# MTV Europe Music Awards 2002
Dziewiąte rozdanie nagród MTV Europe Music Awards odbyło się 14 listopada 2002 roku w Barcelonie. Miejscem ceremonii był Palau Sant Jordi. Gospodarzem był amerykański raper i producent muzyczny Sean Combs – P.Diddy.

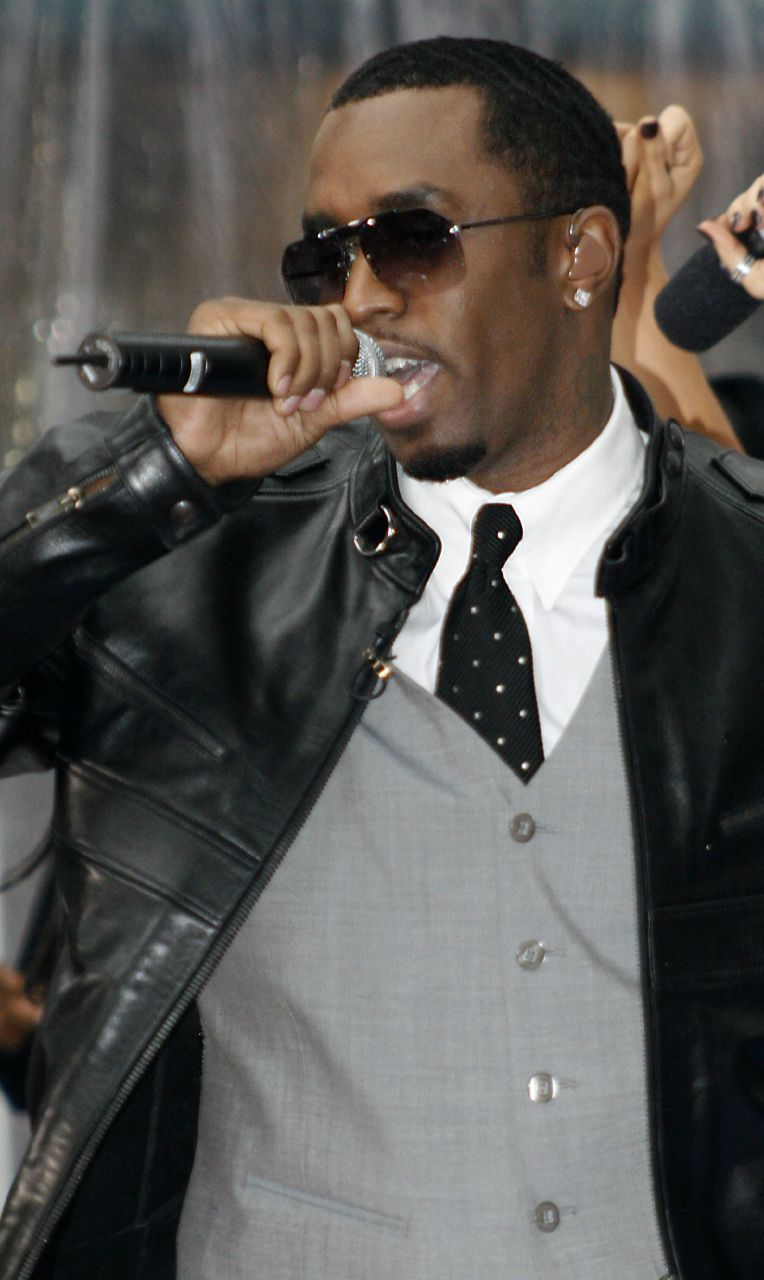
Prowadzący ceremonię w 2002 roku: P.Diddy

## Zwycięzcy
- Najlepszy wokalista: Eminem
- Najlepsza wokalistka:  Jennifer Lopez
- Najlepszy zespół: Linkin Park
- Najlepszy wykonawca pop: Kylie Minogue
- Najlepszy wykonawca rock: Red Hot Chili Peppers
- Best Hard Rock: Linkin Park
- Najlepszy wykonawca R&B: Alicia Keys
- Najlepszy wykonawca Hip Hop: Eminem
- Najlepszy wykonawca dance: Kylie Minogue
- Najlepszy występ live: Red Hot Chili Peppers
- Nagroda internetowa: Moby www.moby.com
- Najlepsza piosenka: Pink, Get the Party Started
- Najlepszy teledysk: Röyksopp, Remind Me
- Najlepszy album: Eminem, The Eminem Show
- Najlepszy debiut: The Calling
- Najlepszy wykonawca holenderski: Brainpower
- Najlepszy wykonawca francuski: Indochine
- Najlepszy wykonawca niemiecki: Xavier Naidoo
- Najlepszy wykonawca włoski: Subsonica
- Najlepszy wykonawca nordycki: Kent
- Najlepszy wykonawca polski: Myslovitz
- Najlepszy wykonawca portugalski: Blind Zero
- Najlepszy wykonawca rumuński: Animal X
- Najlepszy wykonawca rosyjski: Diskotieka Awarija
- Najlepszy wykonawca hiszpański: Amaral
- Najlepszy wykonawca brytyjski & irlandzki: Coldplay